# Distretto di Turakurgan
Il distretto di Turakurgan (usbeco Toʻraqoʻrgʻon tumani) è uno degli 11 distretti della Regione di Namangan, in Uzbekistan. Il capoluogo è Turakurgan.